# 亘理格
亘理 格（わたり ただす、1953年4月7日 - ）は、日本の法学者。専門は行政法。博士（法学）。北海道大学名誉教授。宮城県白石市出身。指導教官は藤田宙靖（東北大学名誉教授・元最高裁判事）。

## 経歴
略歴は以下のとおり。

### 学歴
- 1977年3月 - 東北大学法学部卒業
- 1979年3月 - 東北大学大学院法学研究科博士課程前期課程修了
- 2003年6月 - 博士（法学）（東北大学）（学位論文「公益と行政裁量 ― 行政訴訟の日仏比較」）

### 職歴
- 1979年04月 - 東北大学法学部助手
- 1984年04月 - 立命館大学法学部助教授
- 1991年04月 - 立命館大学法学部教授
- 1992年04月 - 金沢大学法学部教授
- 1998年04月 - 北海道大学法学部教授
- 2000年04月 - 北海道大学大学院法学研究科教授（大学院重点化による改組）
- 2012年12月 - 北海道大学大学院法学研究科研究科長・法学部学部長（2014年12月まで）
- 2015年04月 - 中央大学法学部教授 北海道大学名誉教授
- 2024年  3月 - 中央大学法学部退職

## 門下生
- 久末弥生　大阪公立大学教授

## 著作

### 単著
- 『行政訴訟と共同利益論 』(信山社、2022年)
- 『行政行為と司法的統制: 日仏比較法の視点から』(有斐閣、2018年)
- 『公益と行政裁量―行政訴訟の日仏比較』（弘文堂、2002年）

### 共著
- （曽和俊文・山田洋）『現代行政法入門』（有斐閣、第5版、2023年）

### 共編
- （笹田栄司・菅原郁夫）『司法制度の現在と未来』（信山社出版、2000年）
- （稲葉馨）『行政法の思考様式―藤田宙靖博士東北大学退職記念』（青林書院、2008年）
- (石川健治・駒村圭吾)「憲法の解釈」（法学教室連載、319号～342号・完）
- （北村喜宣）『重要判例とともに読み解く 個別行政法』（有斐閣、2013年）
- （髙橋信隆・北村喜宣）『環境保全の法と理論』（北海道大学出版会、2014年）
- （大貫裕之）『Law Practice 行政法』（商事法務、2015年）
- (紙野健二・本多滝夫 )『辺野古訴訟と法治主義: 行政法学からの検証』(日本評論社,2016年)